# هکلر و کخ ژ۱۱
هکلروکخ گِ۱۱ (به آلمانی: Heckler & Koch G11) نام نمونهٔ اولیه یک سلاح تهاجمی است که در دهه‌های ۱۹۶۰، ۱۹۷۰ و ۱۹۸۰ میلادی توسط شرکت سامانهٔ تفنگ بی‌پوکه (به آلمانی: Gesellschaft für Hülsenlose Gewehrsysteme) زیر نظر هکلر و کخ در آلمان غربی طراحی شده‌است. این اسلحه هرگز به مرحلهٔ تولید نرسیده‌است.
از این جنگ‌افزار تاکنون تنها هزار قبضه تولید شده‌است که از این تعداد چندتایی مورد استفادهٔ ارتش آلمان قرارگرفته‌است. تغییر وضعیت سیاسی در آلمان روند توسعهٔ این اسلحه را در ۱۹۹۰ میلادی دچار توقف نمود، ولی این کشور و همچنین ناتو بر تکمیل آن نظر دارند.
این سلاح از فشنگ‌های بدون پوکه استفاده می‌کرد که در آن مرمی درون بلوکی از پیشران جامد قرار داشت. این موضوع باعث می‌شد وزن مهمات بسیار کمتر (حدوداً نصف) شود و نرخ آتش آن در حالت سه تیر به ۱۸۰۰ تیر در دقیقه برسد.

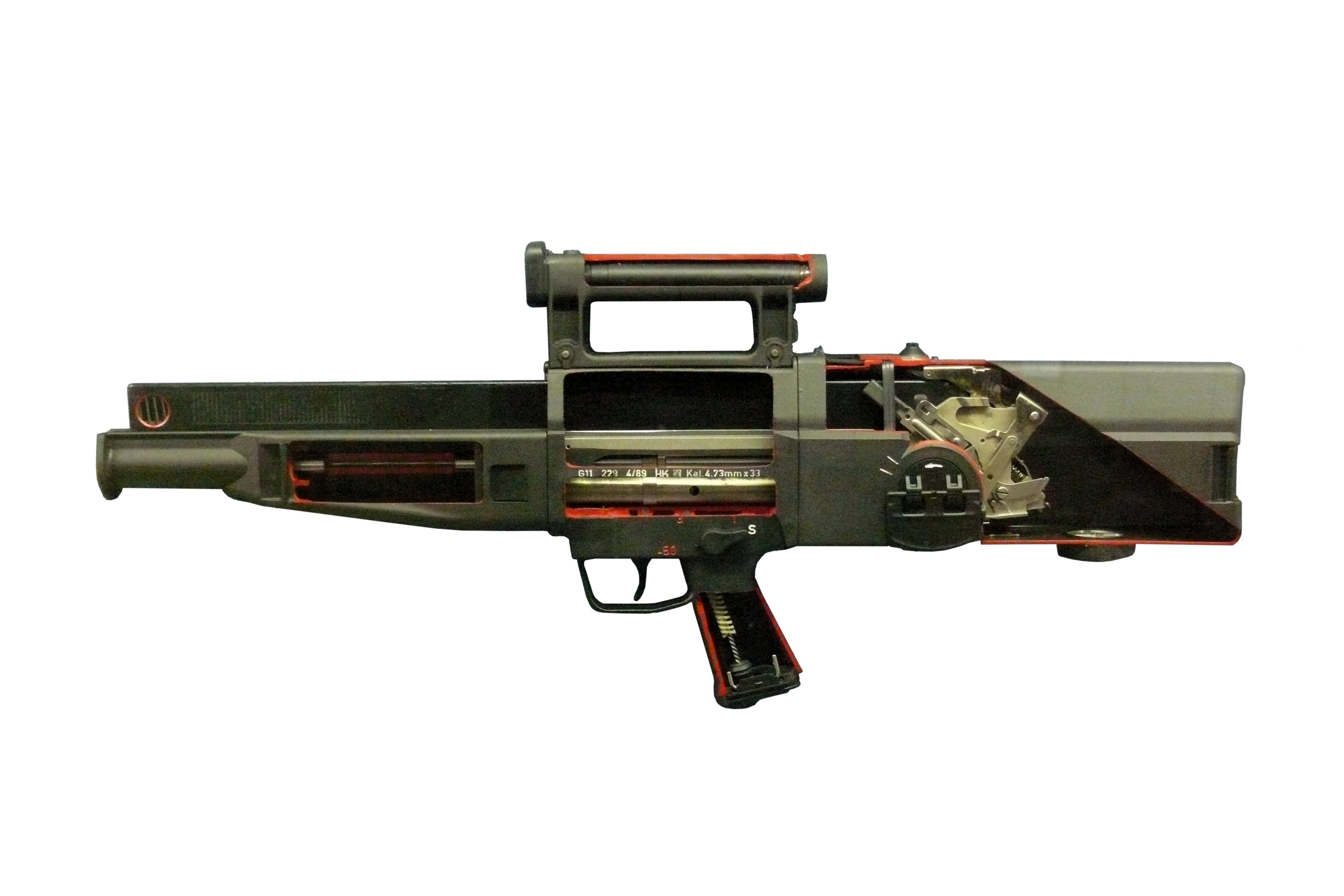
نمای برش‌خوردهٔ گِ۱۱